# 心叶折柄茶
心叶折柄茶（学名：Hartia cordifolia），为山茶科折柄茶属下的一个植物种。